# Synapseudes intumescens
Synapseudes intumescens är en kräftdjursart som beskrevs av Menzies 1949. Synapseudes intumescens ingår i släktet Synapseudes och familjen Metapseudidae. Inga underarter finns listade i Catalogue of Life.